# کاروانسرای مهیار
کاروانسرای مهیار مربوط به دوره صفوی است و در شهرستان شهرضا، بخش مرکزی ـ روستای مهیار واقع شده و این اثر در تاریخ ۲۰ خرداد ۱۳۲۱ با شمارهٔ ثبت ۳۵۴ به‌عنوان یکی از آثار ملی ایران به ثبت رسیده‌است.
جلو کاروانسرای مزبور بازار، مسجد، قهوه‌خانه و نانوایی ساخته شده‌است. این مشخصات در کمتر کاروانسرایی دیده می‌شود. کاروانسرا مستطیل شکل به ابعاد۸۲*۸۹متر و به شکل چهار ایوانی بنا شده‌است. حیاط مرکزی بنا نیز به شکل مستطیل، با ابعاد حدود۳۸*۴۸متر است. جمعاً سی اتاق در اطراف حیاط بنا شده که هر یک از اتاق‌ها دارای ایوانی در قسمت ورودی است. اتاق‌ها مساوی است و هر یک پنج متر طول و چهار متر عرض دارد.

## ثبت در فهرست میراث جهانی
در ۲۶ شهریور ۱۴۰۲ در جریان چهل و پنجمین اجلاس کمیته میراث جهانی یونسکو در ریاض، کاروانسرای مهیار به‌همراه ۵۳ کاروانسرای تاریخی دیگر (جمعاً ۵۴ کاروانسرا در ۲۴ استان ایران) تحت عنوان کاروانسراهای ایرانی در فهرست میراث جهانی قرار گرفتند. این مجموعه جهانی به عنوان بیستمین و هفتمین اثر جهانی کشور ایران شناخته می‌شود.